# Alaric Ier
Pour les articles homonymes, voir Alaric.
Alaric Ier (en gotique 𐌰𐌻𐌰𐍂𐌴𐌹𐌺𐍃 Alareiks), né vers 370 à Pteros (en Dobrogée, dans l'actuelle Roumanie), mort en 411 en Italie, est un militaire et prince wisigoth, élu roi des Wisigoths de 395 à 411.
Émergeant après la guerre des Goths, il devient un mercenaire au service de l'Empire romain face aux Francs. Se sentant trahi, il mobilise une grande armée contre l'Empire et effectue plusieurs raids en Grèce, dans le nord de l'Italie et parvient à prendre la ville de Rome en 410, et meurt peu après. 
L'histoire moderne le rattache au déclin de l'Empire romain d'Occident.

## Biographie

### Origine et formation

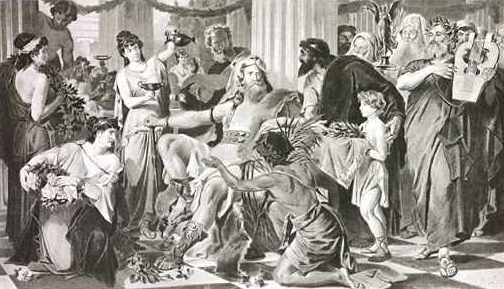
Alaric, reproduction photographique de 1894 d'une peinture de Ludwig Thiersch.

Alaric appartient à une famille noble, membre du clan des Balthes. Selon Herwig Wolfram, il était le fils  d'Alaviv.
Il naît dans le castrum de Platei Pegiae, aux bouches du Danube, à l'époque où les Wisigoths (alors nommés Tervinges) se trouvent, depuis le traité de 332 avec Constantin, pourvus du statut de fédérés (fœderati), occupant le territoire de l'ancienne province de Dacie, abandonnée récemment par Rome.
Durant son enfance, il participe sous la direction de Fritigern et Alaviv au grand déplacement des Wisigoths : l'entrée dans l'Empire romain en 376 afin d'échapper à la menace des Huns ; la bataille d'Andrinople en 378, où est tué l'empereur Valens, remplacé par Théodose ; le nouveau traité de fédération de 382, qui installe les Wisigoths en Mésie.
En 394, il devient chef des fédérés wisigoths et participe, sous les ordres de Stilicon, à la campagne contre l'usurpateur Eugène dans les parages de la rivière Vipava. Lors de la bataille qui s'ensuit, les Goths n'ayant ni ravitaillement, ni soutien des Romains, ressentent l'attitude impériale comme une trahison : ils repartent vers l'Est et rejoignent la Mésie en pillant tout sur leur passage, mais là, ils se retrouvent face aux Huns qui viennent de franchir le Danube.
En 395, Théodose meurt, partageant son empire entre ses deux fils, Arcadius en Orient et Honorius en Occident.

### Roi des Wisigoths (395) et première invasion de l'Italie (400-403)

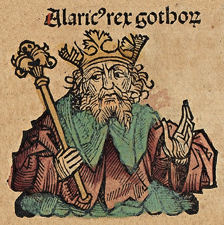
Alaric Ier représenté dans la Chronique de Nuremberg (fin du XVe siècle).

Alaric espère recevoir un grand commandement à l'occasion du changement de règne, mais cela lui est refusé, et de plus les fœderati sont spoliés de leur part de butin. Ils acclament Alaric roi, et celui-ci envahit et pille la Thrace, la Macédoine et le Péloponnèse en 395–396, mettant à sac les prestigieuses cités grecques et vendant leurs habitants comme esclaves. Aux frontières de l'Élide et de l'Arcadie, ils se heurtent aux troupes de leur ancien commandant, Stilicon qui les force à évacuer le Péloponnèse. Sans doute dans l'espoir de neutraliser Alaric, Arcadius le nomme « Maître des Milices en l'Illyrie », importante province romaine. Il se trouve donc général de l'armée romaine qui commande une légion palatine, six auxilia palatines, huit légions comitatenses, neuf légions pseudo-comitatenses et deux corps de cavalerie conduites chacune par un comte (vexillationes) soit près de 150 000 hommes. La plupart des historiens pensent que ce contingent correspond à l'effectif des Goths, environ cent mille hommes. Malgré la puissance évoquée par son titre et ses hommes, Alaric est sous l'autorité du Préfet du prétoire et ne peut collecter directement les impôts alors que son titre le lui permet.
Le 12 juillet 400, les Goths assiègent Constantinople mais se font massacrer ; à l'annonce de cette nouvelle, Alaric s'allie avec le chef Ostrogoth Radagaise, marche sur l'Italie et en dévaste toute la partie nord, avant d'être arrêté de nouveau par Stilicon, le 6 avril 402. Stilicon n'extermine pas les troupes d'Alaric, espérant peut-être en faire des mercenaires. Après une autre défaite à la bataille de Vérone, Alaric quitte l'Italie en 403 pour revenir en Illyrie. À cause de son invasion, l'empereur quitte Rome en 402 et la capitale de l'Empire d'Occident passe de Milan à Ravenne (Rome, délaissée par les empereurs depuis bien des années, n'était plus la capitale de l'Empire).

### Seconde invasion de l'Italie (408-410)

#### Mort d'Arcadius et de Stilicon
En 408, Arcadius meurt. Alaric en profite pour demander à être payé pour cesser la guerre, et réclame la somme de 2000 kg d'or, que Stilicon fait promettre au Sénat romain de payer. Alaric reçoit alors le titre de « Maître des Milices des Gaules » dans l'espoir qu'il se débarrasse de l'usurpateur Constantin.
Quelques mois plus tard, Honorius, jaloux du prestige et du pouvoir de son général et influencé par ses favoris, fait tuer Stilicon et ses proches. Dans la confusion qui s'ensuit, les troupes romaines massacrent les familles des fœderati, qui rejoignent alors en grand nombre les troupes d'Alaric. En septembre 408, Alaric franchit de nouveau les Alpes et assiège Rome. Les habitants affamés finissent par accepter de payer plus de 2 500 kg d'or, 15 000 kg d'argent, 4 000 robes de soie, 3 000 peaux teintes en pourpre et 1 500 kg de poivre.
Alaric établit un camp permanent en Toscane et organise son armée. Il est rejoint par Athaulf et ses cavaliers.

#### Le siège et la prise de Rome (409-410)

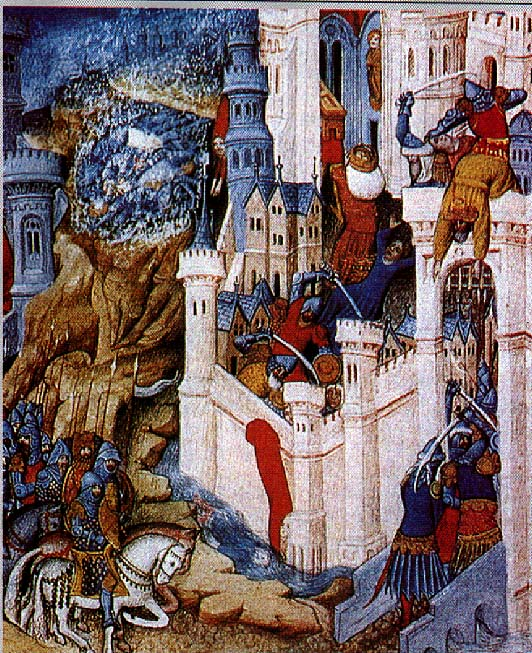
Sac de Rome en 410,
(miniature française du XVe siècle).

Alaric réclame également un vaste territoire entre le Danube et la Vénétie, ainsi que le titre de commandant en chef de l'armée impériale. Protégé à Ravenne, Honorius refuse. En 409, Alaric met de nouveau le siège devant la « Ville éternelle ». Le Sénat romain s'accorde alors avec lui pour instituer un nouvel empereur, le faible Priscus Attale, qui s'avère vite incompétent, et perd la riche province d'Afrique, grenier de l'Empire, tenue par les partisans d'Honorius. Alaric doit faire face à des émeutes frumentaires à Rome et à des légions envoyées par le neveu d'Honorius, Théodose II. Il chasse Priscus Attale, et tente d'ouvrir de nouveau des négociations avec Honorius. Après leur échec, il fait une troisième fois le siège de Rome, en 410. En voyant les hautes murailles de la ville, qui semblent quasiment imprenables, il dit : « ... plus l'herbe est drue, plus elle est facile à faucher... ». Il prend la ville sans grande difficulté, car on lui ouvre tout simplement l'une des portes, et c'est alors le célèbre sac de Rome d'août 410, le premier depuis la prise de la ville par des Celtes au IVe siècle av. J.-C. Le pillage dure à peine trois jours ; les Goths épargnent tous ceux qui trouvent refuge dans les lieux saints, et rendront ensuite aux basiliques tout ce qui leur a été pris. Galla Placidia, fille du défunt Théodose et sœur de l'empereur Flavius Honorius, est retenue captive dans la ville par les Goths. Cette violation de l'ancienne capitale impériale, tombant aux mains des « Barbares », marque durablement les esprits dans les deux empires.

#### Tentative de gagner l'Afrique et mort d'Alaric

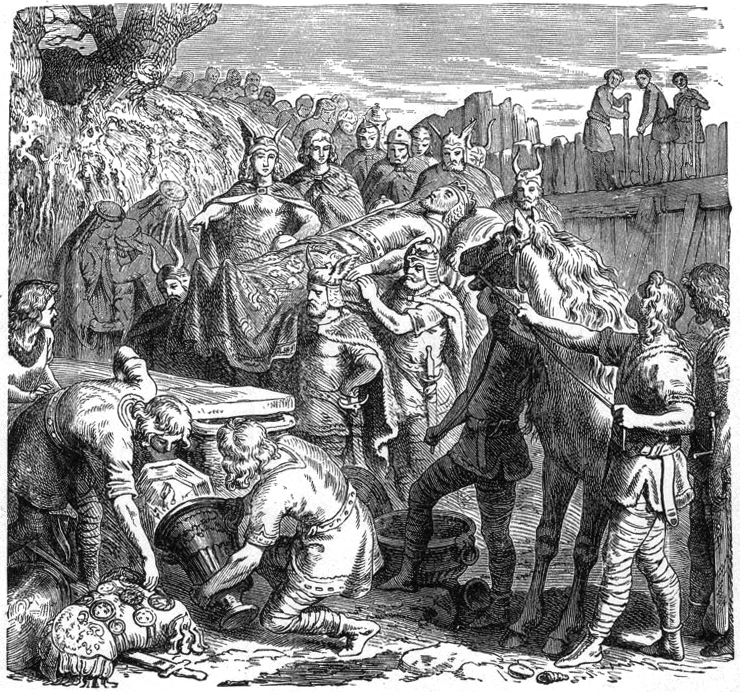
Inhumation d'Alaric dans le lit de la rivière Busento d'après un dessin (1895) de Heinrich Leutemann.

Peu de temps avant sa mort, Alaric pille l'Italie du Sud, et tente d'envahir l'Afrique, mais ses navires sont détruits par une tempête. Lui-même meurt d'une fièvre, au début de l'année 411 en Calabre, dans l'actuelle province de Cosenza. Selon une légende citée déjà vers 550 par Jordanes, il serait enterré sous le lit de la rivière Busento,, qui coule à Cosenza : la rivière est détournée, la tombe creusée, son corps aurait alors été inhumé avec un important trésor — qui donne naissance à un mythe —, puis la rivière recouvre son cours. Les esclaves ayant creusé la tombe sont mis à mort pour garder le secret. Son successeur est son beau-frère Athaulf.

## Postérité et représentations dans la culture populaire
- 1654 : Alaric ou Rome vaincue, poème héroïque de Georges de Scudéry illustré d'onze gravure de François Chauveau ;
- 1687 : Alaric le Balte, ou l'audacieux roi des Goths, opéra en trois actes, d'Agostino Steffani ;
- 1952 : dans l'album de Tif et Tondu « Le Trésor d'Alaric », les héros partent à la recherche du trésor du roi wisigoth ;
- 1989 : le romancier Pierre Michon publie chez Fata Morgana un ouvrage intitulé « L'Empereur d'Occident » dans lequel Alaric est raconté par Priscus Attale ;
- 1990 : le romancier Jean d'Ormesson écrit une Histoire du Juif errant où le héros rencontre Alaric avant le sac de Rome en 410 et permet d'éviter sa destruction totale par le chef des Goths. Alaric éteint seulement le feu sacré des Vestales entretenu depuis plus de mille ans. À la mort d'Alaric, le héros donne l'idée d'enterrer le corps du roi sous le lit de la rivière Busento ;
- 2013 : l'extension du jeu vidéo Age of Empires II : The Forgotten propose une campagne centrée sur la vie d'Alaric.

## Portée historique
La figure d'Alaric constitua un élément puissant dans l'imaginaire germanique, souvent mobilisée par les mouvements nationalistes en tant que symbole de la « force vive » des germains païens de l'ère antique, à opposer à leur homologues latins christianisés et « décadents ». Par exemple, l'invasion de l'Italie, consécutive au souhait du nouveau gouvernement italien de sortir de l'Axe et du conflit, par l'Allemagne nazie à partir de mai 1943 eu pour nom de code « Opération Alaric » ; la portée symbolique d'une telle nomination, alors que l'Allemagne cherchait (et réussit) à occuper Rome, est frappante. Les italiens favorables aux Alliés et hostiles aux allemands n'hésitèrent pas, par effet de miroir, à associer cette occupation au sac de Rome par Alaric (mais aussi par les troupes de Charles Quint en 1527), afin de galvaniser une population déjà dopée par deux décennies de propagande fasciste sur l'héritage de l'Empire Romain (et de la Renaissance).

#### Sources anciennes
- Sidoine Apollinaire, Lettres, V, 9.1, Édition Les Belles-Lettres, (Collection des Universités de France), Tome II (Correspondance, livres I-V), 199. Texte établi et traduit par André Loyen  (ISBN 2251012486).
- Grégoire de Tours, Histoire des Francs, II, 9; Histoire des Francs, Éd. Belles lettres, coll. « Classiques de l'Histoire », Paris, 1980  (ISBN 2251340378).
- Marcellinus, Chroniques, pp. 379–444.
- Zosime, Histoire nouvelle, Livre V, Belles lettres texte établi par François Paschoud  (ISBN 978-2-251-00391-7).

#### Sources modernes
- « Les funérailles d'Alaric » [1914], in: Salomon Reinach, Cultes, Mythes et Religions, Robert Laffont collection Bouquins, p. 957-961  (ISBN 2-221-07348-7).
- Ferdinand Lot, La Fin du monde antique et le début du Moyen Âge, Paris, Éditions Albin Michel, coll. « L'évolution de l'humanité », 1968 (1re éd. 1927), 566 p.
- Herwig Wolfram (1980), Histoire des Goths (trad. de Die Goten. Von den Anfängen bis zur Mitte des sechsten Jahrhunderts), coll. « L'évolution de l'humanité », Paris, Albin Michel, 1991.
- Renée Mussot-Goulard, Les Goths, Biarritz, Éditions Atlantica, mai 1999, 329 p. (ISBN 978-2-84394-140-5).
- (en) Michael Kulikowski, Rome's Gothic Wars: From the Third Century to Alaric, Cambridge/New York, Cambridge University Press, 2006.
- (en) Douglas Boin, Alaric the Goth: An Outsider's History of the Fall of Rome, New York, W.W. Norton & Co, 2020.